# Aquis similis
Aquis similis är en fjärilsart som beskrevs av Embrik Strand 1917. Aquis similis ingår i släktet Aquis och familjen trågspinnare. Inga underarter finns listade i Catalogue of Life.